# Method, Opportunity, and Motive
MOM è l'acronimo di Method, Opportunity and Motive ovvero Metodo, Opportunità e Movente. È un termine utilizzato per indicare e descrivere l'attitudine degli hacker (o cracker) ad entrare abusivamente in sistemi, lasciare un segno del proprio passaggio, utilizzarli come teste di ponte per altri attacchi oppure per sfruttare la loro capacità di calcolo o l'ampiezza di banda di rete.
- Metodo: le abilità, le conoscenze, gli “attrezzi” ed altre cose che aiutano a sferrare un attacco;
- Occasione: il saper scegliere e sfruttare il momento giusto in cui creare un accesso per attaccare;
- Movente: un motivo che porta a desiderare di realizzare un attacco contro un sistema.